# Dissomphalus aculeatus
Dissomphalus aculeatus (лат.) — род ос-бетилид из подсемейства Pristocerinae (Chrysidoidea, Hymenoptera).

## Этимология
Видовой эпитет aculeatus происходит из латыни и относится к шипам, присутствующим на внутреннем крае внешних долей эдеагуса.

## Распространение
Неотропика: Венесуэла.

## Описание
Мелкие осы-бетилиды, длина около 3,5 мм. Окраска: голова чёрная; наличник и мезосома тёмно-каштановые; метасома каштановая; мандибулы, пальпы и ноги светло-каштановые; усики светло-каштановые и постепенно темнеют дистально; крылья субгиалиновые. Парамер гениталий в 2 раза длиннее базипарамера. Эдеагус с дорсальным телом с двумя парами апикальных долей, внешняя пара с вершиной, изогнутой вентрально; корональный отросток с длинным латеральным расширением посередине дорсального тела с верхней субквадратной эмаргинацией, его внутренний край с тремя нитями, похожими на колючки.

## Таксономия
Вид был впервые описан в 2006 году, а его валидный статус подтверждён в ходе ревизии, проведённой в 2017 году бразильскими энтомологами Ш. Д. Брито и Селсо Оливейра Азеведу (Федеральный университет Эспириту-Санту, Departamento de Ciências Biológicas, Витория, Бразилия) по типовым материалам из Панамы. Включён в состав видовой группы Dissomphalus coronatus.